# Graffenrieda grandifolia
Espèce
Statut de conservation UICN

 NT  : Quasi menacé
Graffenrieda grandifolia est une espèce de plantes à fleurs du genre Graffenrieda et de la famille des Melastomataceae, endémique de Colombie.